# بيليشت
بيليشت (بالألبانية: Bilisht) هي مدينة وبلدية سابقة تقع في ألبانيا ضمن مقاطعة كورتشي. يقدر عدد سكانها بـ 6,250 نسمة .